# Лейзерович, Яков Владимирович
Яков Владимирович Лейзерович (1925—?) — советский кинооператор.

## Биография
С 1949 года работал помощником оператора. В 1958 году окончил Киевский институт физкультуры. В 1960—1990 годах — оператор киностудии Укркинохроника. В 1992 году репатриировался в Израиль. Творчество кинематографиста включает научно-популярные фильмы, киножурналы, событийные фильмы.

## Фильмография
- 1966 — Горячее дыхание
- 1966 — Новоселы
- 1966 — Поет Украина
- 1966 — Будни
- 1967 — Командарм Дыбенко
- 1967 — Докучаевцы
- 1967 — Сыны баштанской республики
- 1967 — Товарищ трактор
- 1967 — Украина — любовь моя (фильм)
- 1967 — Лети наша песня
- 1968 — Тернополь
- 1968 — Огненный след (фильм)
- 1968 — Хортица (фильм)
- 1969 — Корсунь-Шевченковский. 1969 год (фильм)
- 1969 — Приглашаем вас с полей
- 1969 — Украина — ЭКСПО-70
- 1969 — Хлеб-соль вам, побратимы
- 1969 — Украина — земля наша
- 1969 — 50 лет Великому почину (фильм)
- 1970 — Кибернетик (фильм)
- 1970 — Кубань — Жемчужина России
- 1971 — Пять героических лет
- 1972 — Мы — советские (фильм)
- 1973 — Города-герои
- 1974 — Марко Черемшин
- 1974 — Поэма о Донецком крае
- 1975 — Академик Селянин
- 1976 — Здравствуйте, товарищи Ивановы (фильм)
- 1976 — Олимпиада среди нас
- 1976 — Строка из биографии
- 1977 — Пусть звучит скрипка
- 1977 — Я твой, живое мое время (фильм)
- 1977 — Карпатские мелодии
- 1977 — Данило Заболотный
- 1978 — В тайге, на третьем разъезде (фильм)
- 1978 — Судьба песни
- 1978 — Голоса молодых
- 1978 — Советская Тернопольщина
- 1978 — Силуэты вечности
- 1978 — Композитор Левко Ревуцкий
- 1980 — Музыка на всю жизнь (фильм)
- 1980 — Иван Марьяненко (фильм)
- 1981 — Украинская ССР (фильм)
- 1981 — Двойной обгон (фильм)
- 1981 — Украина на марше пятилетки
- 1982 — Мой дом — одна шестая часть света
- 1983 — Начдив Дмитрий Жлоба
- 1983 — Путь к хлебу
- 1984 — Пути коммунаров (фильм)
- 1985 — Навечно в памяти народной
- 1986 — Счастливое детство
- 1987 — Курсом Октября — курсом ускорения
- 1988 — Одесская альтернатива
- 1989 — Палуба